# East Grand Forks
East Grand Forks est une ville du comté de Polk, au Minnesota, aux États-Unis.
Elle se situe dans la vallée de la rivière Rouge, sur la rive est de la rivière Rouge sur la rive opposée à Grand Forks dans le Dakota du Nord. Elle fait partie de l'agglomération de Grand Forks.